# 9 juin 1995
Le vendredi 9 juin 1995 est le 160e jour de l'année 1995.

## Naissances
- Belle Knox, actrice pornographique américaine
- Ethan Horvath, joueur américain de football
- Jimmy Duquennoy (mort le 5 octobre 2018), coureur cycliste belge (1995-2018)
- Jimmy Vienot, boxeur français
- Nachyn Kuular, lutteur russe
- P. U. Chitra, athlète indienne
- Thomas Ephestion, joueur de football français
- Walide Khyar, judoka français
- Yvan Reilhac, joueur de rugby à XV
- Zsolt Kalmár, joueur de football hongrois

## Décès
- Emmanuel Aubert (né le 23 avril 1916), personnalité politique française
- Frank Chacksfield (né le 9 mai 1914), compositeur et chef d'orchestre
- Noël Devaulx (né en 1901), écrivain français
- Paula Myers-Pope (née le 11 novembre 1934), plongeuse américaine
- René Mallieux (né le 15 novembre 1906), sportif belge, hockeyeur, grimpeur et alpiniste
- Vivienne Malone-Mayes (née le 10 février 1932), mathématicienne américaine

## Événements
- Création de la communauté de communes Loire Longué
- Sortie de l'album Jagged Little Pill d'Alanis Morissette
- Sortie de la chanson One More Chance de The_Notorious_B.I.G.
- Sortie du film américain Smoke
- Création du parti politique Une Nouvelle-Calédonie pour tous